# Kościół San Climente w Taüll
Kościół San Climente w Taüll, Kościół San Clemente w Tahull (kataloński: Sant Climent de Taüll, wym: saŋ kɫiˈmɛn də təˈuʎ) – świątynia romańska w hiszpańskim Taüll w regionie Katalonii. 
W 1931 roku budynek został wpisany na listę hiszpańskiego Rejestru Zabytków a w 1985 roku na utworzoną w ramach Bien de Interés Cultural kategorię Pomniki historyczno kulturalne. W 2000 roku kościół San Climente wraz z grupą ośmiu innych świątyń, jako Katalońskie kościoły romańskie z doliny Vall de Boí został wpisany na listę UNESCO.

## Historia i architektura

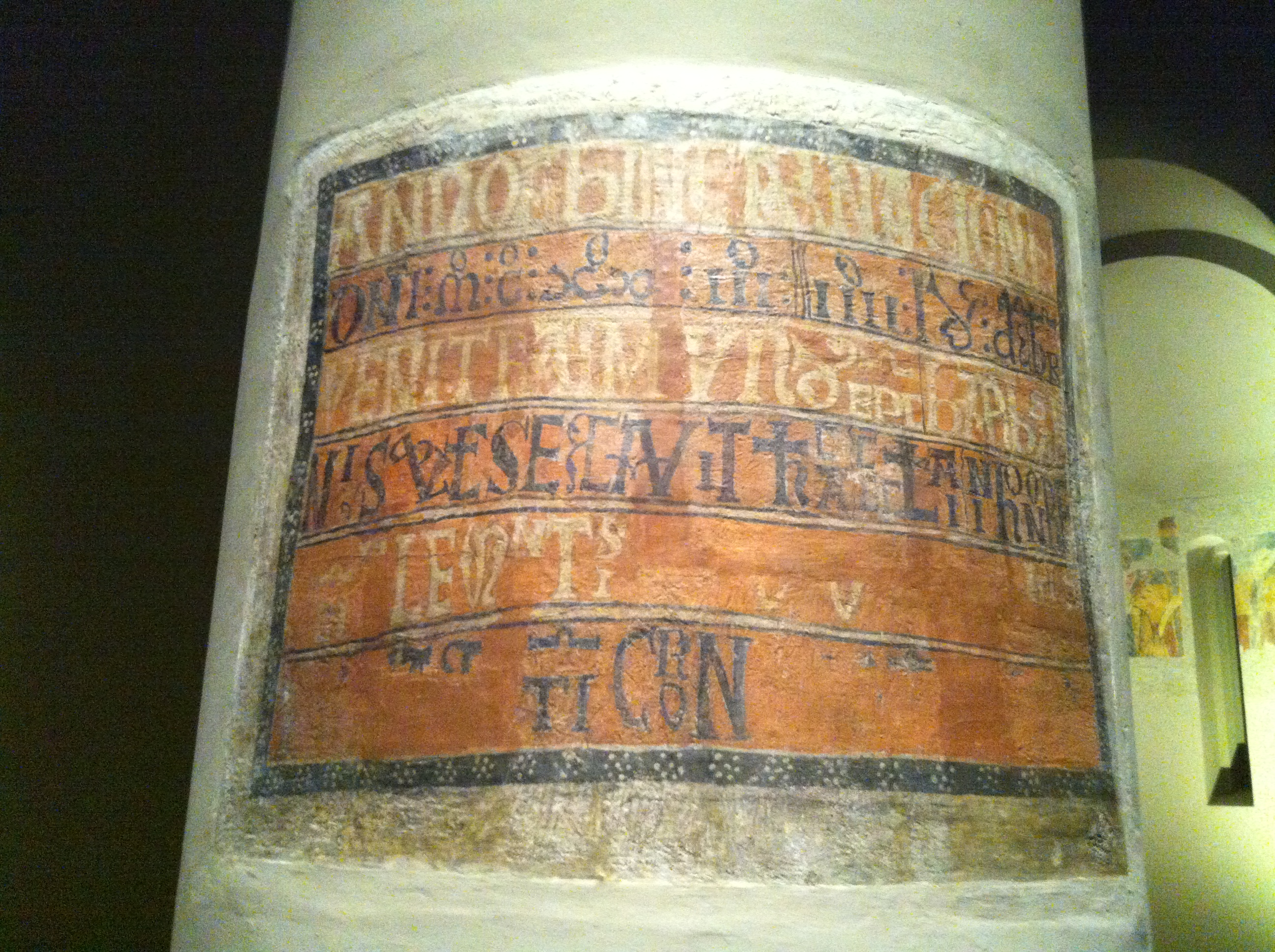
Napis informujący o konsekracji kościoła na jednej z jego kolumn

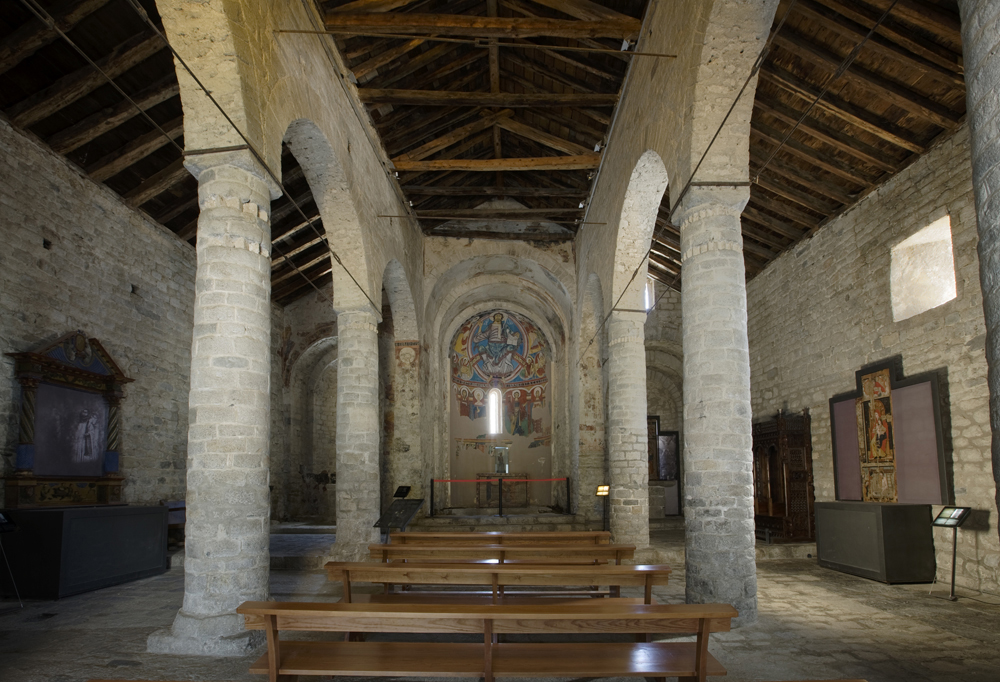
Wnętrze świątyni

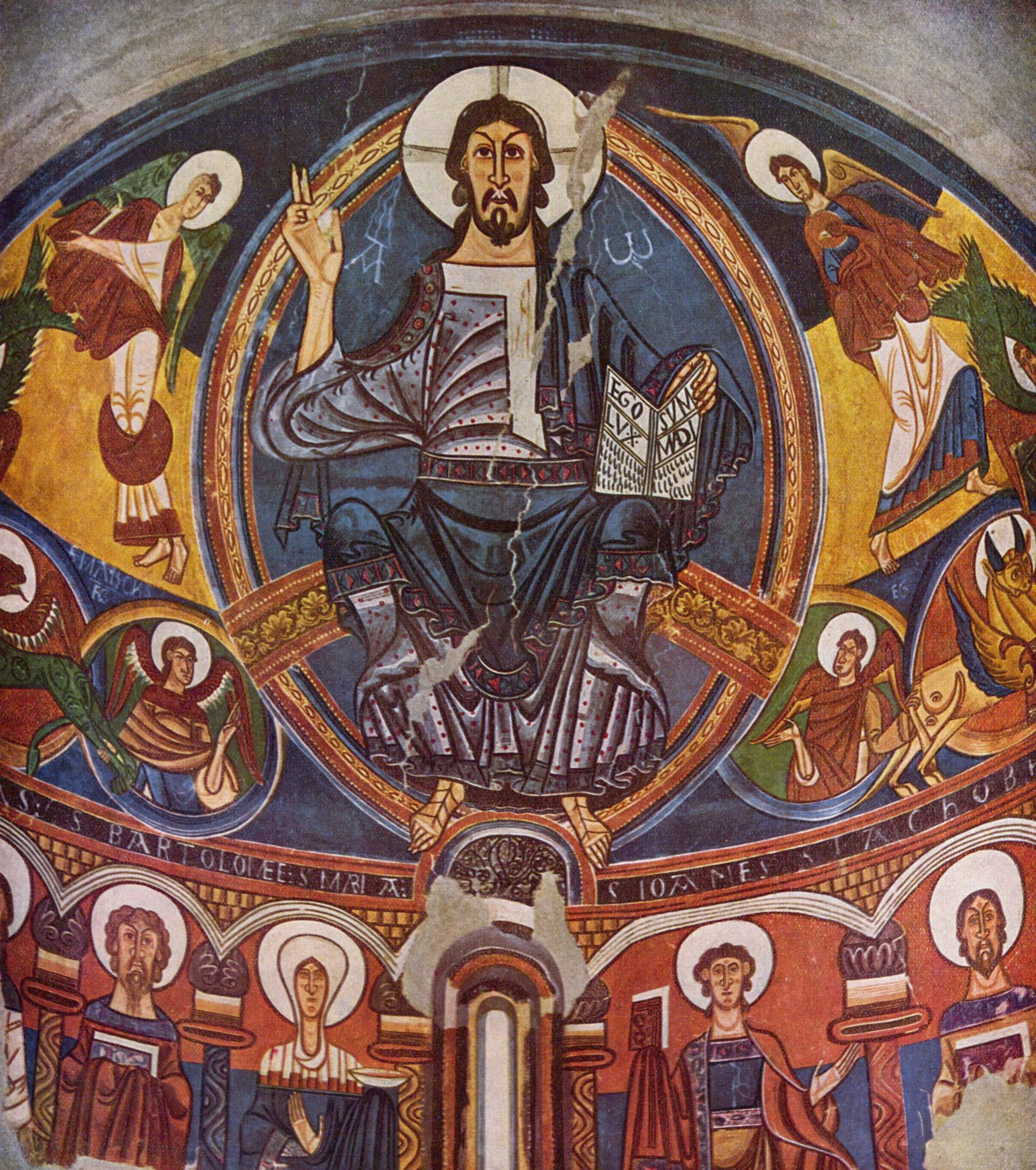
Fresk przedstawiający Chrystusa Pantokratora w głównej absydzie

Kościół został zbudowany na przełomie XI i XII wieku, w miejsce starszej świątyni. Jego konsekracja nastąpiła 10 grudnia 1123, o czym świadczy zachowany napis na jednej z kolumn:

ANNO AB INCARNACIONE

DNI: M: C: XX: III: III: IDUS: DBR

VENIT RAIMVNDUS EPC BARBASTRE

NSIS CONSECRAVIT HAC ECLESIA IN HONORE

SANCTI CLEMENTIS MARTIRIS ET PONENS RELIQUIAS

IN ALTARE SANCTI CORNELLI EPISCOPI ET MARTIRIS.

{{Cytat}} Nieznane pola: "col2".
Poświęcenia dokonał biskup Roda de Isábena, Ramón de Barbastro (Guillem Ramon).
Kościół jest przykładem sztuki romańskiej z wpływami stylów lombardzkich i bizantyjskich, widocznych w dekoracjach wewnętrznych, jak i zewnętrznych budynku. Został wzniesiony z kamienia i cegły. Obecnie posiada układ trójnawowej pseudobazyliki z trzema cylindrycznymi kolumnami oddzielającymi nawy boczne. W części ołtarzowej znajdują się trzy apsydy. Po zachodniej stronie budynku znajdują się drzwi oraz pozostałości muru mogącego być częścią dawnego ganku. Inne drzwi znajdują się na południowej stronie i prowadzą do wieży. Elewacja kościoła została ozdobiona dekoracjami lombardzkimi, tj. fryzami arkadowymi podtrzymywanymi przez lizeny i stylizowane półkolumny. Świątynia posiada przy południowo-wschodnim narożniku pięciopiętrową dzwonnicę, wybudowaną w stylu bizantyjskim na planie kwadratu. Na kolejnych piętrach wieży znajdują się okna biforyjne, z wyjątkiem kondygnacji drugiej (z oknem pojedynczym) i czwartej, gdzie umieszczono triforium.

### Dekoracje
Ściany wewnętrzne ozdobione były freskami anonimowych artystów, odkrytymi w 1907 roku podczas prac remontowych. W latach 1919–1923, za sprawą konserwatora zabytków Franco Steffanoni, większość fresków przeniesiono do Museu Nacional d’Art de Catalunya w Barcelonie. W absydzie głównej znajdował się fresk przedstawiający Chrystusa Pantokratora przypisywany Mistrzowi z Tahull, obecnie zastąpiony jego kopią. Pozostałe freski ukazują sceny piekła i sądu ostatecznego. Na jednym łuku znajduje się wizerunek Baranka trzymającego krzyż i symbol oka; na drugim rysunek boskiej dłoni błogosławiącej.

### Ołtarz główny
Ołtarz główny o wymiarach 1,36 m × 0,98 m, został wykonany w drewnie przez katalońskiego artystę prawdopodobnie w warsztacie w La Seo de Urgel. Ołtarz znajduje się w barcelońskim muzeum. W trakcie prac konserwatorskich usunięto warstwę lakieru. Na górnej ramie znajduje się napis z 1579 roku, informujący o przemalowaniu ołtarza. Ścianki ołtarza otoczone drewnianą ramą połączone są drewnianymi kołkami. Każda ze ścianek była rzeźbiona osobno.